# Stadswal van Haarlem in de winter
Stadswal van Haarlem in de winter is een schilderij van Nicolaes Berchem in het Frans Hals Museum in Haarlem.

## Voorstelling
Het stelt een winters landschap voor buiten de stadsmuur van Haarlem. De linker toren stelt de Gasthuistoren voor met rechtsachter de Kleine Houtpoort, maar zonder de kenmerkende hoektorentjes. Links staat op de bevroren stadsgracht een schimmel met daarnaast vier mannen die biervaten op een slee laden. Aan de stadsmuur hangen twee duiventillen. Rechts zijn twee kolfspelers te zien. Op de achtergrond zijn verder nog enkele vaartuigen te zien die voor het havenhoofd liggen.

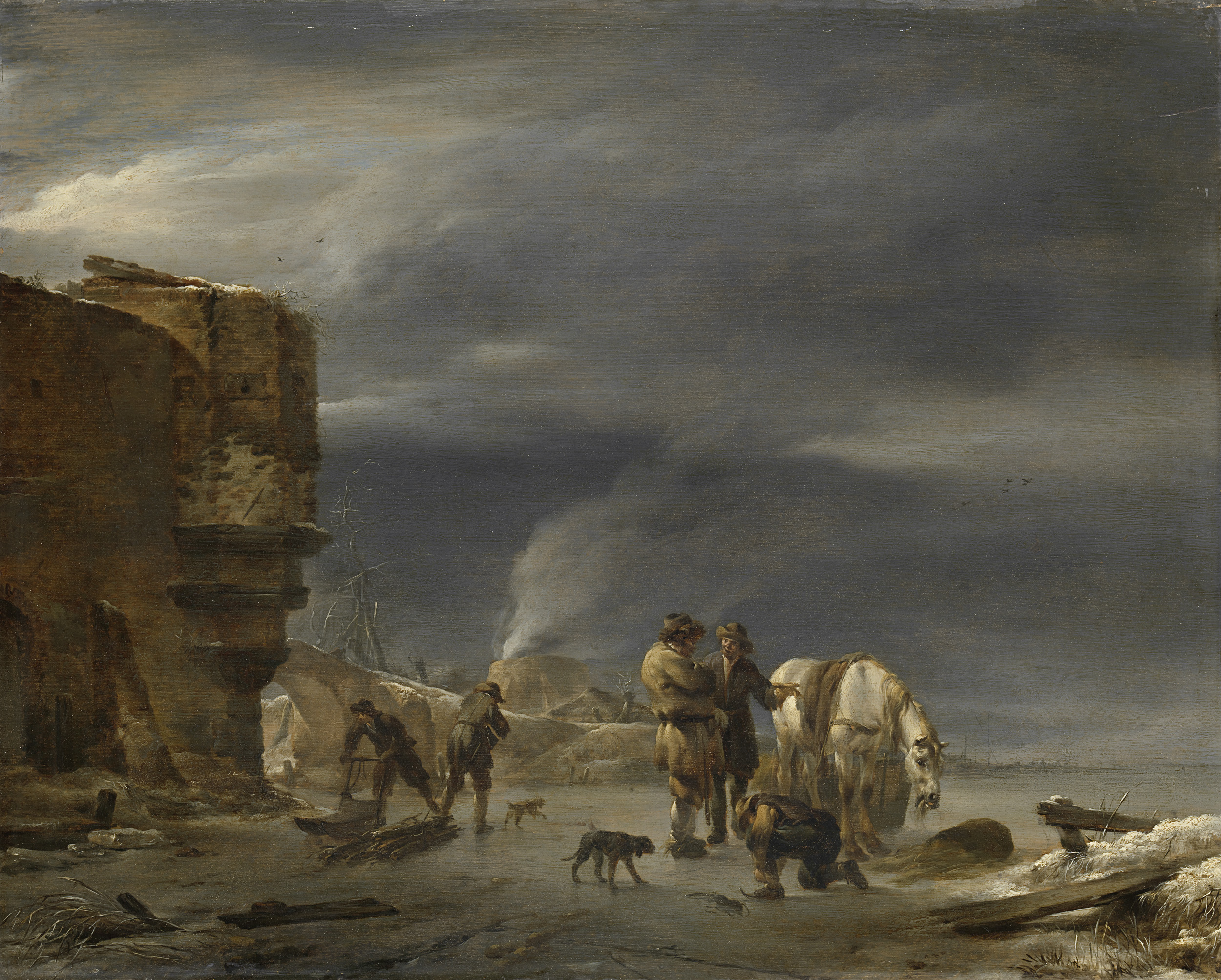
Nicolaes Berchem. IJsgezicht nabij een stad. Amsterdam, Rijksmuseum Amsterdam.

Het schilderij wordt door het Rijksmuseum Amsterdam gezien als pendant van een ander werk van Berchem met hetzelfde onderwerp en dezelfde afmetingen, IJsgezicht nabij een stad. Dit is echter niet zeker. Beide werken hebben een verschillende herkomstgeschiedenis en worden verder nergens als elkaars tegenhanger vermeld.

## Toeschrijving en datering
Het schilderij is links op een steunbeer gesigneerd en gedateerd ‘CBerghem / 1647’.

## Herkomst
Het werk werd in 1958 in bruikleen afgestaan aan het Frans Hals Museum door het Rijksmuseum Amsterdam via de Dienst voor ’s Rijks Verspreide Kunstvoorwerpen (de tegenwoordige Rijksdienst voor het Cultureel Erfgoed).
Hoe het Rijksmuseum in het bezit kwam van het werk is niet helemaal duidelijk. Volgens het RKD-Nederlands Instituut voor Kunstgeschiedenis is het afkomstig uit het Kabinet Van Heteren Gevers, dat op 8 juni 1809 in zijn geheel gekocht werd door het Rijksmuseum. Volgens een museumcatalogus uit 1903 werd het verworven op de verkoping van de verzameling van Jan Bernd Bicker op 19 juli 1809.
Volgens Moes en Van Biema komen in een museumcatalogus uit 1809 twee wintergezichten van Berchem voor: Wintergezigt (uit het Kabinet Van Heteren Gevers) en Wintergezigt aan een' Stads Wal (uit de verzameling Bicker). Uit latere beschrijvingen van het laatste werk, blijkt het hier om Stadswal van Haarlem in de winter te gaan.